# شارنی زول نورمن
شارنی زول نورمن (انگلیسی: Sharnee Zoll-Norman؛ زادهٔ ۱۱ ژوئیهٔ ۱۹۸۶) بازیکن بسکتبال اهل ایالات متحده آمریکا است.
وی در مسابقات کشوری و بین‌المللی در مجموع برندهٔ ۱ مدال طلا شده‌است.